# Prekopakra
Prekopakra je vesnice v Chorvatsku v Požežsko-slavonské župě, spadající pod opčinu města Pakrac. Nachází se asi západně od Pakrace v jeho těsném sousedství, takže je Prekopakra de facto jeho předměstím. V roce 2011 zde žilo 1 066 obyvatel. V roce 1991 bylo 8,83 % obyvatel (119 z tehdejších 1 347 obyvatel) české národnosti.

## Sousední sídla
| Růžice kompasu |           | Novi Majur |        | Růžice kompasu |
| Růžice kompasu | Batinjani | Sever      | Pakrac | Růžice kompasu |
| Růžice kompasu | Batinjani | Prekopakra | Pakrac | Růžice kompasu |
| Růžice kompasu | Batinjani | Jih        | Pakrac | Růžice kompasu |
| Růžice kompasu | Klisa     | Filipovac  |        | Růžice kompasu |